# Pokolj u Stupnom Dolu
Pokolj u Stupnom Dolu bio je ratni zločin kojeg su počinili pripadnici HVO-a 23. listopada 1993. u Stupnom Dolu (Bosna i Hercegovina) kada su ubili između 31 i 38 Bošnjaka tijekom Bošnjačko-hrvatskog sukoba.

## Kronologija
U lipnju 1993., HVO u Varešu izdao je ultimatum Bošnjacima u selima Daštansko i Stupni Do prema kojem bi morali predati svoja oružja. Međutim, HVO je naknadno povukao ultimatum. Nakon što je Armija BiH napala položaje HVO-a u Varešu, Milivoj Petković je naredio Rajiću "preuzimanje kontrole u Varešu". 21. listopada Rajić je napustio Kiseljak s 200-injak vojnika HVO-a, među njima postrojba Maturice i Apostoli, te prošao teritorij pod kontrolom bosanskih Srba te stigao u Vareš idućeg dana. Slobodan Praljak mu je naredio da "sredi situaciju u Varešu" te da "ne pokaže milosti prema nikome". Stupni Dol je tada imao oko 250 stanovnika, od kojih je 35 bilo vojnika.
Postrojba zakrabuljenih vojnika HVO-a u uniformama, kasnije identificirana kao skupina tek pristigla iz Kiseljaka i Kaknja, ušla je u selo i napala tamošnje vojnike Armije BiH i civile. Rajić je potom svojim ljudima naredio pretraživanje bošnjačkih kuća i skupljanja svih vojno sposobnih muškaraca kako bi ih zadržali. Ni snage UNPROFOR-a, niti promatrači Europske unije, tri dana nisu uspjeli ući u selo i ispitati točnost tvrdnji o grozotama. Hrvatski napad je izveden u znak odmazde zbog toga što su Bošnjaci tjedan dana ranije osvojili hrvatsko selo Kopijare u kojem su počinili pokolj hrvatskih civila.
Osim što je selo Stupni Do imalo stratešku važnost, bilo je središte za krijumčarenje robe između triju zaraćenih strana. Hrvati su navodno uzimali postotak od trgovine, a kad su zatražili bitno veći postotak, Bošnjaci su odbili platiti. Napad na Stupni Do nije bila službena akcija HVO-a, već su ga poduzeli pripadnici HVO-a koji su, poput Ivice Rajića, duboko ogrezli u krijumčarenje na crnom tržištu, a cilj mu je bio dati lekciju Bošnjacima.
Prema izvještajima, vojnici HVO-a su prisilili Bošnjake da izađu iz svojih domova, potom ih opljačkali te samovoljno smaknuli muškarce, žene i djecu. Dvanaest seljaka je natjerano u štalu koju je HVO zapalio, ali su uspjeli pobjeći. Ipak, nekolicina leševa je nađeno zapaljeno u njihovim kućama. Gotovo cijelo selo je bilo razrušeno. Od 37 žrtava, samo su šestero bili vojnici.
Kako bi se prikrili zločini pred međunarodnom zajednicom, Rajić je pokrenuo lažnu istragu s pogrešnim informacijama čiji je cilj bio sakriti pravu prirodu zločina u selu.

## Presuda
Međunarodni sud za ratne zločine počinjene na području bivše Jugoslavije osudio je 2006. zapovjednika HVO-a Ivicu Rajića na 12 godina zatvora zbog zločina i kršenja Ženevskih konvencija u Stupnom Dolu. Sud je izdao takvu kaznu jer je Rajić priznao krivnju i iskazao kajanje.

## Poveznice
- Rat u Bosni i Hercegovini
- Pokolj u Ahmićima
- Pokolj u Mokronogama

## Vanjske poveznice
- Sažetak presude Haaškog suda
- Video snimka sela nakon napada